# Ysabel Birkbeck
Ysabel Hunter, de soltera Birkbeck (16 de junio de 1890-1973), fue una conductora de ambulancia y escritora de memorias de guerra británica. Sus padres fueron Henry Birkbeck, un banquero nacido en Londres, e Ysabel Birkbeck (de soltera Elwes), fabricante de juguetes y filántropa. Ysabel tuvo una educación privilegiada, que rechazó en favor del arte y el servicio en tiempos de guerra, tanto durante la Primera como la Segunda Guerra Mundial.

## Servicio de guerra
Birkbeck prestó un servicio muy activo en la Primera Guerra Mundial, conduciendo una ambulancia en Rusia junto a Elsie Inglis y su hospital de campaña, adscrito a la Primera División Serbia. En diciembre de 1915, estuvo en Rusia como parte de un esfuerzo de solidaridad del gobierno británico en apoyo a su aliado. Terminó en Moldavia, y finalmente formó parte de los voluntarios de los Hospitales de Mujeres Escocesas para el Servicio Exterior que trabajaron para llevar su equipo a través del río Danubio cerca de Tulcea con el apoyo del grupo de vehículos blindados británicos. Estuvo en el frente rumano desde 1916 hasta 1917.
También formó parte del retiro de Dobruja. Durante el retiro, Birkbeck y otras miembros de las voluntarias del Hospital de Mujeres Escocés no tenían nada más que la ropa que llevaban puesta. En sus diarios, dijo que presenciar el dolor de los soldados que eran evacuados fue un recuerdo que permanecería con ella por el resto de su vida.
Durante este período, trató a soldados serbios y rusos estando muy cerca del frente. En un momento dado, quedó atrapada en medio de un ataque aéreo cerca de Medgidia. El incidente provocó que su ambulancia sufriera un pinchazo. Mientras ella salía para arreglarlo, sus tres pasajeros corrieron a ponerse a cubierto.
Ella estaba tratando de regresar a Inglaterra en marzo de 1917 mientras servía como ordenanza cerca de Petrogrado. Mientras intentaba escapar, terminó atrapada en los disturbios por la comida. Terminó formando parte de un grupo durante una huelga general que fue atacada a tiros por los cosacos y la policía. Su hotel también fue ocupado por los militares. Ella estaba allí cuando el 14 de marzo de 1917 el nuevo gobierno emitió la declaración ordenando a todos regresar al trabajo. Birbeck expresó su sorpresa por la efectividad de esta orden.  Al hablar en sus diarios sobre el tiempo que pasó atrapada en Petrogrado, expresó su apoyo a algunas de las ideas de la Revolución de Febrero como una potencial fuerza liberalizadora en Rusia.

## Diarios
Los diarios de Birbeck fueron escritos originalmente a lápiz. Debido a la falta de acceso regular a la tinta mientras servía cerca del frente, ella explicaría cómo tuvo acceso a la tinta para escribir con ella. Sus diarios también solían estar escritos en trozos de papel, páginas arrancadas de cuadernos y otras fuentes de papel irregulares.
La historia de su trabajo conduciendo ambulancias se puede leer en Forgotten Heroines, su diario ilustrado publicado. Ella registró cómo el grupo de mujeres, que había zarpado desde Liverpool a finales de 1916, era conocido como The Buffs. En su mayoría, hijas jóvenes de familias adineradas, se cortaban el pelo y usaban pantalones para enfrentar el peligro y la agitación en el Frente Oriental.  Sus diarios también cuentan la historia de Busta House, el hogar de uno de los comerciantes más prósperos de las Islas Shetland.
Ysabel Birkbeck: los diarios relacionados con su viaje a Ceilán, China y Japón en 1909 se conservan en la Biblioteca, Archivos y Colecciones Especiales de la Universidad de Durham: Sección Palace Green. Los diarios relativos a los viajes a Japón en 1909 y a África en 1926-27 se conservan en el mismo lugar. Lavinia Murray creó una serie dramática corta basada en los diarios de Birbeck.

## Vida personal
Birkbeck nació el 16 de junio de 1890. Ysabel y su marido tuvieron una separación y un reencuentro a principios de la década de 1930, sin embargo cooperaron en los campos de refugiados establecidos para niños vascos durante la Guerra Civil Española. Su marido sirvió como administrador en Sudán.